# AO-DOS
AO-DOS — дисковая операционная система для советских персональных компьютеров БК-0011 и БК-0011М. Использовала файловую систему MicroDOS. Имела развитый язык командной строки, поддержку пакетных файлов. Также включала Norton-подобную оболочку DOS-SHELL. Позволяла создавать виртуальный электронный диск в памяти компьютера. Поддерживала (в последней версии) до 23 дисковых устройств. Имела отдельные от ядра системы драйверы ввода-вывода.